# 관성 황씨
관성 황씨(管城黃氏)는 충청북도 옥천군을 관향으로 하는 한국의 성씨이다.

## 역사
시조 황수(黃粹)는 고려 고종 때 추밀원부사(樞密院副使)를 지냈다. 그러나 전해오는 문헌이 없어 본관의 유래나 세계(世系)에 대해서는 알 수 없다. 관성황씨는 또 황규수(黃奎壽)를 시조로 전하기도 한다.
기해보(己亥譜) 서문에 따르면 고려 명종조(1171-1197)에 황규수가 금자광록대부 중서문하성 문하시랑평장사를 역임하고 관성군(管城君)에 봉해졌다. 그 후 10세손 황계우(黃繼祐)가 조선 세종 때 공조참의를 거쳐 좌찬성에 올랐다고 한다.

## 본관
관성(管城)은 옥천의 통일신라시대 지명이다. 본래 고시산군(古尸山郡)이었으나 경덕왕 때부터 관성군(管城郡)으로 불렸다. 고려 충선왕 때부터는 옥주(玉州)로 불렸다. 조선 태종 때 충청도로 편입됐고, 1413년(태종13) 옥천군으로 개칭되었다. 1896년 충청북도 옥천군이 되었고, 1914년 청산군이 옥천군에 통합되었다.

## 집성촌
- 충청북도 옥천군 옥천읍 구일리(귀화리)

황규수의 10대손인 황계우(黃繼祐)가 조선 세종 때 이곳에 뿌리를 내리기 시작하면서 관성황씨 집성촌으로 알려져 있다.
현재 27대 손인 황대섭 포도작목반장 대까지 17대에 이르고 있다. 이들은 약 580여 년 동안 한 마을에서 함께 생활하면서 고향을 지키고 있다.

## 인구
- 1985년 47가구 186명
- 2000년 141가구 430명